# Else Praasterink
Else Guurtje Praasterink (Eindhoven, 10 maart 2003) is een Nederlandse schoonspringster. Dankzij een 11e plaats op de Wereldkampioenschappen van 2024 plaatste zij zich voor de Olympische Spelen van dat jaar in Parijs. Op de Europese Kampioenschappen schoonspringen van 2025 in Antalya behaalde ze de bronzen medalle.

## Carrière
Praasterink wilde zwemster worden maar vanwege haar mindere lengte en gewicht werd haar aangeraden om zich te richten op het schoonspringen van de 10-meter toren. Praasterink studeerde aan het Sint-Joriscollege en trainde in Eindhoven. In 2019 werd ze 8e op de Europese Kampioenschappen voor junioren.
Na haar middelbare school werd ze aangenomen op de Universiteit van Louisville in Kentucky om biologie te studeren en de Louisville Cardinals te vertegenwoordigen in de NCAA schoonspringwedstrijden. Tijdens haar vierde en laatste jaar, in 2024, werd Praasterink 4e bij de finale van de nationale universitaire kampioenschappen in de Verenigde Staten.
Praasterink plaatste zich zowel in 2022 als in 2024 voor de finale van het schoonspringen van de 10-meter toren bij de Wereldkampioenschappen. Bij beide gelegenheden werd ze 11e, hetgeen resulteerde in kwalificatie voor de Olympische zomerspelen van 2024 in Parijs. Op de Spelen drong ze door tot de finale; hierin eindigde ze als twaalfde en laatste.
Tijdens de Europese Kampioenschappen schoonspringen van 2025 in Antalya behaalde Praasterink haar eerste internationale medaille. Ze werd derde op het onderdeel van de 10-metertoren.